# Nicholas Worth
Nicholas Worth, né le 4 septembre 1937 à Saint-Louis (États-Unis) et mort le 7 mai 2007 d'une insuffisance cardiaque au Valley Presbyterian Hospital de Van Nuys (États-Unis), est un acteur américain.

## Biographie
Il est connu de la communauté des joueurs de jeu vidéo pour avoir joué le rôle du Président de L'Union soviétique Alexander Romanov (Command and Conquer : Alerte rouge 2),celui du Mentat Atréides Kolinar Koltrass (Empereur : La Bataille pour Dune) ou encore du général Marzaq (Command and Conquer : Soleil de Tiberium). Il a également joué le Kriminal-Kommissar Leber dans Gabriel Knight 2 : The Beast Within.

## Filmographie
- 1990 : Darkman : Pauly, un des membres du gang de Robert Durant.

### Télévision
- 1999 : Star Trek: Voyager (Série TV) : Saison 5 - Épisode 12 : La Fiancée de Chaotica : Lonzak, l'adjudant de Chaotica